# Algernon Ashton
Algernon Bennet Langton Ashton (9 de diciembre de 1859 – 10 de abril de 1937) fue un compositor, pianista y profesor de piano británico en el Royal College of Music entre 1884 y 1910.
Ashton nació en Durham. Estudió en el Conservatorio de Leipzig como alumno de Carl Reinecke y Theodor Coccius. Más tarde estudió en el Conservatorio Hoch de Frankfurt con Joachim Raff.
Escribió muchísima música para distintos tipos de instrumentos. Tenía muchas más obras inéditas, muchas de las cuales se han perdido, además de las más de 160 obras publicadas. Entre ellas, 24 sonatas para piano, una en cada tonalidad, cinco sinfonías, un concierto para piano, un concierto para violín, 24 cuartetos de cuerda y un concierto para violín. En los Proms de octubre de 1912 se interpretó la versión orquestal de sus Tres danzas inglesas. Dos sonatas para violonchelo y cuatro de las increíblemente virtuosas sonatas para piano cuentan con grabaciones modernas. Además, existen grabaciones de la Tarantela para clarinete, Op. 107.
En años posteriores se hizo conocido por sus muchas cartas a los periódicos ingleses sobre el mantenimiento de las tumbas de personas distinguidas. Estas cartas fueron publicadas en dos volúmenes - Truth Wit and Wisdom y More Truth Wit and Wisdom publicado por Chapman & Hall.
Ashton también fue bien conocido por llevar un diario durante la mayor parte de su vida desde los 15 años hasta unos 58 volúmenes. Se cree que los diarios y las obras inéditas fueron destruidos durante el Blitz cuando la casa de su familia fue alcanzada por bombas alemanas.

## Grabaciones
- Sonatas para piano completas, vol. 1, Leslie De'ath, Dutton Época CDLX 7248 (2010)
  - n.° 4 en re menor, op. 164 (publicado en 1925)
  - n.º 5 en fa sostenido, op. 168
  - n.° 6 en la menor, op. 170
  - n.º 8 en fa, op. 174 (publicado en 1926)
  - 4 Klavierstucke, op. 72
  - Nocturno und Menuet, op. 39 (publicado en 1888)
- Obras para piano vol. 1, Daniel Grimwood, Tocata Classics TOCC0063 (2010)
  - Nocturno y Menueto, Op.39
  - Sonata No.4 en re menor, Op.164
  - Sonata n.º 8 en fa mayor, Op.174
  - Vier Bagatellen, Op.79 (publicado en 1892)
- Música para violonchelo y piano, Vol.1, Emma Abbate, Evva Mizerska, Toccata Classics TOCC0143 (2012)
  - Arioso, Op. 43 (publicado en 1889)
  - Sonata para violonchelo n.° 1 en fa mayor, op. 6 (publicado en 1880)
  - Sonata para violonchelo n.° 2 en sol mayor, op. 75 (1885)
  - Phantasiestücke, op. 12 (publicado en 1883)
- La tradición victoriana del clarinete, Colin Bradbury y Oliver Davies, Clarinet Classics CC0022 (1997)
  - Tarantela para clarinete, op. 107